# Altenbeuthen
Altenbeuthen ist eine Gemeinde im Landkreis Saalfeld-Rudolstadt in Thüringen. Die Erfüllende Gemeinde für Altenbeuthen ist die Gemeinde Kaulsdorf.

## Geografie

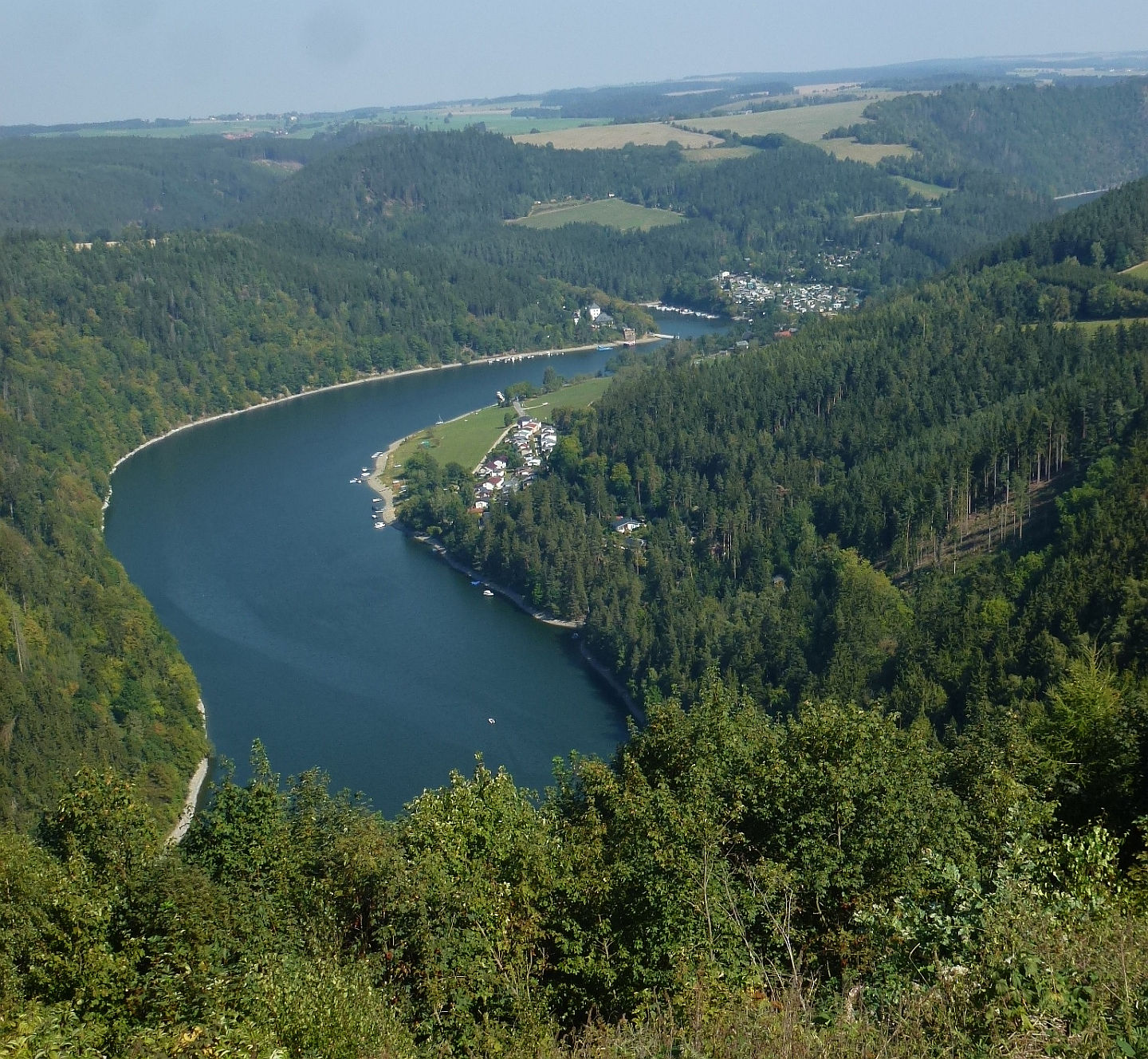
Blick auf den Hohenwartestausee

Die Gemeinde liegt im Naturpark Thüringer Schiefergebirge/Obere Saale oberhalb des Hohenwarte-Stausees.
Das Rundlingsdorf befindet sich links des Hohenwartestausees auf einer Hochebene des Südostthüringer Schiefergebirges am südlichen Ende der Hochlage um Drognitz. Die Nutzflächen besitzen die guten Bodenfruchtbarkeitsmerkmale der Böden des Schiefergebirges. Auf den Anhöhen um die Hochfläche steht Wald, der sich an den Hängen der Saale fortsetzt.
Erreichbar ist der Ort über die L 2366 und L 1100.

## Geschichte
Der Ort wurde erstmals am 16. März 1120 als Butine urkundlich erwähnt. Der Ort gehörte bis 1815 zum kursächsischen Amt Ziegenrück und kam nach dessen auf dem Wiener Kongress beschlossenen Abtretung an den preußischen Landkreis Ziegenrück, zu dem der Ort bis 1945 gehörte.
Ein Kirchenbau ist für das 12. Jahrhundert überliefert. Gegenüber der Saaletalsperre liegt die bekannte Linkenmühle.
Seit langer Zeit besteht schon die Camping- u. Freizeitanlage Droschkau am Thüringer Meer. Die Bauern bewirtschaften die Nutzflächen und bewirten zudem Urlauber seit langer Zeit.
Seit der Auflösung der Verwaltungsgemeinschaft Obere Saale am 1. Januar 1997 wurde Kaulsdorf zur erfüllenden Gemeinde für Altenbeuthen.

### Einwohnerentwicklung

Einwohnerentwicklung von Altenbeuthen von 1933 bis 2017 nach obenstehender Tabelle

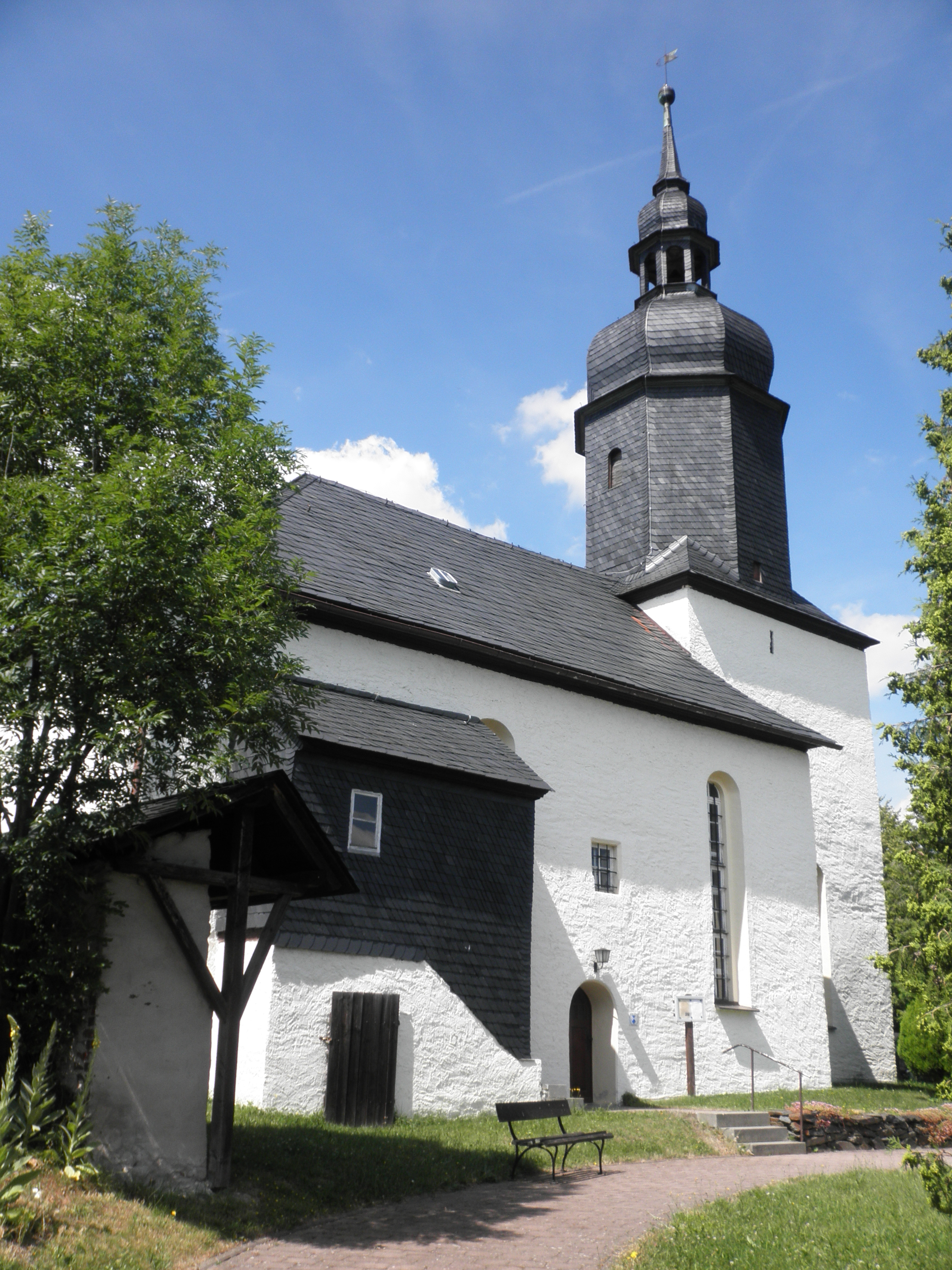
Dorfkirche

Entwicklung der Einwohnerzahl (ab 1994: 31. Dezember)
| - 1933: 330 - 1939: 264 - 1994: 246 - 1995: 256 - 1996: 258 - 1997: 265 - 1998: 261 - 1999: 250 | - 2000: 256 - 2001: 269 - 2002: 261 - 2003: 263 - 2004: 263 - 2005: 257 - 2006: 250 - 2007: 239 | - 2008: 230 - 2009: 236 - 2010: 227 - 2011: 222 - 2012: 219 - 2013: 228 - 2014: 227 - 2015: 228 | - 2016: 229 - 2017: 229 - 2018: 219 - 2019: 207 - 2020: 207 - 2021: 205 - 2022: 213 - 2023: 206 |

Datenquelle ab 1994: Thüringer Landesamt für Statistik

## Politik

### Gemeinderat
Der Gemeinderat von Altenbeuthen setzt sich aus sechs Mitgliedern zusammen. Bei der Gemeinderatswahl am 26. Mai 2024 fielen zwei Sitze an die CDU (Stimmenanteil 40,4 %), vier Sitze an die Liste „Bürger für  Altenbeuthen“ (Stimmenanteil 59,6,4 %).

### Bürgermeister
Bürgermeister ist seit 2012 Lothar Linke. Zuletzt wurde er am 26. Mai 2024 mit 75,5 Prozent der gültigen Stimmen ein zweites Mal (nach 2018) im Amt bestätigt.